# 布魯克·范·韋爾登
布鲁克·范·韦尔登（英語：Brooke van Velden，1992年10月15日—），是一名新西兰政治人物，自2020年6月起担任新西兰行动党副领袖。目前在新西兰政府中担任第38任内政部长和第6任工作场所关系与安全部长。
在2023年新西兰大选中，范韦尔登当选为新西兰Tāmaki选区议员。

## 早年经历
范韦尔登1992年出生于奥克兰。她曾就读于奥克兰圣卡斯伯特学院（St Cuthbert's College），12年级时加入了学校合唱团。她说这激发了她对公众演讲的兴趣。她后来加入了威尔士合唱团（Welsh Choir）。
范韦尔登在奥克兰大学攻读经济学和国际贸易专业，并于2016年毕业，获得文学学士学位和商学学士学位。
她曾在游说公司Exceltium工作。

## 家庭生活
范韦尔登的父母分别是护士和机械师。她有三个哥哥。她练习比克拉姆瑜伽（Bikram Yoga），闲暇时喜欢编织。